# Sauvolle de la Villantry
 Sauvolle de la Villantry (si ritrova anche nelle forme Sauvolle, Sauvole e de Sauvolle) (1671 – Biloxi, 22 agosto 1701) è stato un esploratore e funzionario francese, fu il primo governatore della Louisiana francese.

## Biografia
Le notizie sulla vita di Sauvolle sono scarne e a volte contraddittorie.
Secondo alcune fonti del XIX secolo era nativo del Canada ed era uno dei figli di Charles Le Moyne e quindi fratello di Pierre Le Moyne d'Iberville e di Jean-Baptiste Le Moyne de Bienville che era il minore dei tre fratelli.
Sempre secondo quanto riporta lo storico Charles Gayarré nella sua History of Louisiana avrebbe ereditato in tenera età una fortuna da una prozia, venne inviato in Francia per ricevere un'adeguata formazione. Descritto come un intelletto brillante gli venne pronosticata una promettente carriera, lasciò però improvvisamente la Francia per motivi sconosciuti per tornare in Canada dove arrivò nel momento in cui i due fratelli Iberville e Bienville e stavano preparando la loro spedizione nella regione dei Grandi Laghi e del Mississippi alla quale decise di aggregarsi.
Secondo storici contemporanei non vi è alcuna prova che Sauvolle fosse fratello dei Le Moyne e lo stesso resoconto di Gayarré viene definito "romanzato".
Una fonte contemporanea lo cita come Jean de Sauvole affermando che nacque in Francia, nella provincia della Guienna.
Le diverse fonti concordano però sul fatto che era tenente di vascello sulla fregata La Marin che faceva parte della flotta di Iberville.
Nel febbraio del 1699 la flotta ancorò presso Ship Island, fu iniziata la costruzione di Fort Maurepas (nell'attuale località di Ocean Springs), il nome deriva da quello di Louis Phélypeaux, marchese di Phélypeaux, conte di Maurepas, conte di Pontchartrain, all'epoca segretario di stato della Marina francese.
Iberville salpò con la flotta per rientrare in Francia e il 2 maggio 1699 venne affidato a Sauvolle il comando di Fort Maurepas,. Sauvolle inviò Bienville in esplorazione dell'entroterra a prendere contatto con la tribù degli Acolapissa scoprendo che questi erano stati da poco attaccati dai Chickasaw guidati dagli inglesi.
Al rientro di Iberville (dicembre 1699) giunse la notizia della nomina di Sauvolle a governatore della Louisiana francese, carica che mantenne fino alla morte avvenuta il 22 agosto del 1701 a causa della febbre gialla. Gli succedette Jean-Baptiste Le Moyne de Bienville.
Di Sauvolle rimane il diario intitolato Journal historique de l'établissement des Français à la Louisiane, importante documento storico sui primi anni di storia della colonizzazione della Louisiana.